# Concepció Cascajosa Virino
Concepció Cascajosa Virino (castellà: Concepción Cascajosa)  (l'Hospitalet de Llobregat, 1979) és una investigadora i professora de comunicació audiovisual especialitzada en sèries de ficció i televisió. Des de març de 2024 és presidenta interina de la Corporació de Ràdio i Televisió Espanyola, així com membre del Consell d'Administració de la Corporació RTVE des de març de 2021 i presidenta de l'Observatori d'Igualtat d'RTVE des de juliol de 2021.
Professora titular de la Universitat Carles III de Madrid des de 2012, ha assumit diversos llocs administratius, entre ells el de vicedegana de la Facultat d'Humanitats, Comunicació i Documentació.

## Biografia
Va néixer en el si d'una família andalusa que va emigrar a Catalunya durant la dictadura. Allí van néixer els seus tres fills, Conxi és la menor. Després de quedar a l'atur en 1984, la família va tornar a Casariche, el poble del seu pare situat a Sevilla on ella va arribar amb quatre anys i on va créixer. Explica que "des de sempre" ha estat "teleadicta".
Va estudiar Comunicació Audiovisual a la Universitat de Sevilla on es va llicenciar (2001) i es va doctorar amb Premi Extraordinari (2005). Un any després, havent finalitzat una beca internacional es va incorporar com a professora en la Universitat Carles III de Madrid al Departament de Periodisme i Comunicació Audiovisual, on des de 2012 és professora titular. En 2021 va assumir la direcció del departament.
De 2014 a l'abril del 2021 va ser vicedegana del doble grau Periodisme i Comunicació Audiovisual. També ha dirigit el Màster en Guió de Cinema i TV.
Ha estat membre de la Comissió d'Igualtat de la UC3M i de la Comissió Acadèmica del Màster en Recerca Aplicada a Mitjans de comunicació.
És coautora juntament amb N. Martínez de la guia de tractament d'imatges en igualtat de la UC3M.
Autora de diversos llibres sobre mitjans d'audiovisuals i sèries de ficció, ha estat col·laboradora de Serielizados, Fotogramas, del diari El País (2018-2019) i de Fuera de Series Media.
En 2018 va ser escollida per a formar part del Consell d'Administració provisional de la CRTVE a proposta de PSOE, Unidas Podemos i PNB que finalment no va tirar endavant.
Després de presentar-se al concurs públic, el març de 2021 va ser designada per la Cambra Alta membre del Consell d'Administració de la CRTVE a proposta del PSOE amb la presidència de José Manuel Pérez Tornero. El juliol de 2021 va ser nomenada presidenta de l'Observatori d'Igualtat d'RTVE.
Al març de 2024, després del cessament d'Elena Sánchez Caballero, va ser nomenada presidenta interina d'RTVE.